# Rockford Forest Citys
Rockford Forest Citys, officiellement le Forest City Club, est l'un des premiers clubs professionnels de baseball au monde. Basée à Rockford, en Illinois aux États-Unis, l'équipe a fait partie en 1871 de la saison inaugurale de  la National Association of Professional Base Ball Players, qui n'a existé que cinq ans et est considérée la première ligue majeure de l'histoire de ce sport.
Les Forest Citys sont fondés à l'été 1865 et sont au départ un club amateur. Ils évoluent au Fair Grounds, un terrain de baseball sur le site de la société agricole du comté de Winnebago en Illinois. 

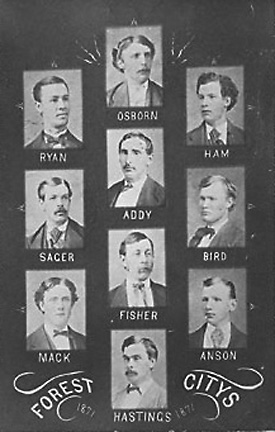
Les Forest Citys en 1871.

Après six années comme club amateur, les Forest Citys rejoignent la National Association of Professional Base Ball Players pour la saison 1871, la première de l'histoire de la ligue. Ils jouent 25 matchs mais ne remportent que 4 parties, terminant au dernier rang des 9 équipes qui composent la ligue. L'équipe de 1871 compte 11 joueurs :
- Bob Addy, joueur de deuxième but
- Cap Anson, troisième but
- Al Barker, voltigeur
- George Bird, voltigeur
- Cherokee Fisher, lanceur
- Chick Fulmer, arrêt-court
- Ralph Ham, voltigeur
- Scott Hastings, receveur
- Denny Mack, premier but et lanceur de relève
- Pony Sager, voltigeur et arrêt-court
- Gat Stires, voltigeur

L'équipe est dissoute après cette seule saison. Cap Anson rejoindra les Athletics de Philadelphie de l'Association nationale pour quatre saisons, avant de connaître une brillante carrière de 1876 à 1897 dans la Ligue nationale pour les premières incarnations des Cubs de Chicago (alors appelés White Stockings ou Colts) et être élu au Temple de la renommée du baseball.